# Echter Kugelamarant
Der Echte Kugelamarant (Gomphrena globosa) ist eine Pflanzenart aus der Gattung Kugelamarant (Gomphrena) innerhalb der Familie der Fuchsschwanzgewächse.

## Beschreibung

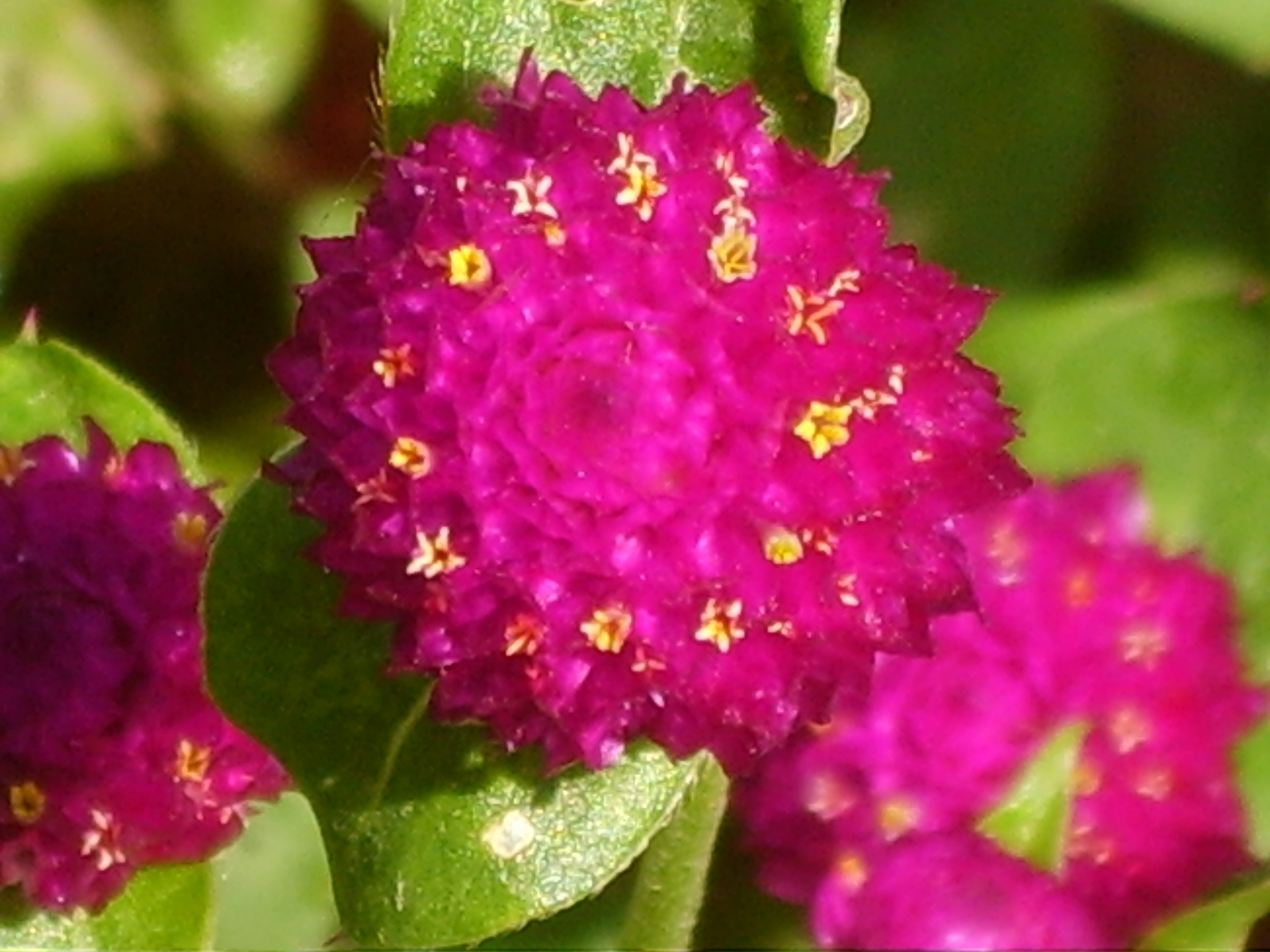
Blütenstand mit Blüten

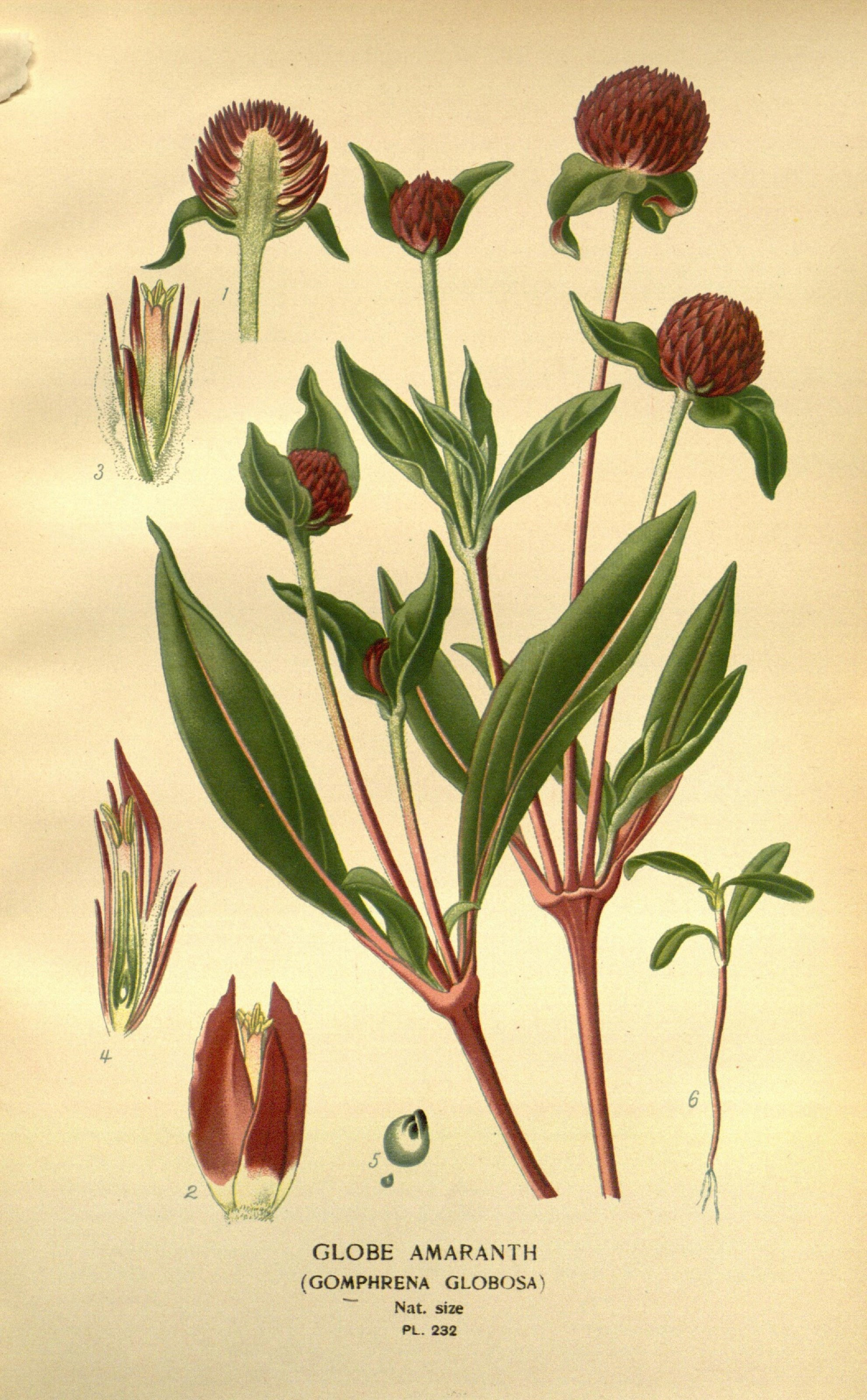
Illustration aus Favourite flowers of garden and greenhouse

### Vegetative Merkmale
Der Echte Kugelamarant ist eine einjährige krautige Pflanze, die Wuchshöhen bis zu 30 Zentimetern erreicht. Die oberirdischen Pflanzenteile sind weich behaart. Die aufrechten Stängel sind vom Grund an verzweigt; die Zweige sind aufstrebend bis aufrecht.
Die Laubblätter sind halbstängelumfassend und ganzrandig. Die einfache behaarte Blattspreite ist bei einer Länge von 2 bis 10 Zentimetern länglich oder eiförmig mit stumpfem oder spitzem und stachelspitzigem oberen Ende.

### Generative Merkmale
Die Blütezeit reicht von Juli bis September. Der endständige Blütenstandsschaft ist 6 bis 10 Zentimeter lang und aufrecht. Unter dem Blütenstand sind zwei Tragblätter. Der Blütenstand ist bei einem Durchmesser von 2 bis 3 Zentimetern kugelig und purpurviolett, rosa- oder orangefarben. Die Hochblätter sind länger als die Blütenhülle.
Die Blütenhüllblätter sind sehr spitz un dicht zottig. Die zwei oder drei Narben sind pfriemlich.
Die Chromosomenzahl beträgt 2n = 38.

## Vorkommen
Der Echte Kugelamarant kommt in der Neotropis vor. Er hat ursprüngliche Vorkommen in den Ländern von Mexiko bis Brasilien. In Afrika, Asien und Australien ist er ein Neophyt.

## Taxonomie
Die Erstveröffentlichung von Gomphrena globosa erfolgte 1753 durch Carl von Linné in Species Plantarum, Tomus I, Seite 224.

## Nutzung
Der Echte Kugelamarant wird selten als Zierpflanze für Sommerrabatten sowie als Schnittblume und als Trockenblume genutzt. Der Echte Kugelamarant ist seit spätestens 1714 in Kultur. Es gibt einige Sorten, beispielsweise die nur 15 Zentimeter hohe ‘Nana Compacta’. Zander nennt an Sorten ‘Lavender Lady’ und ‘Strawberry Fields’.
Traditionelle Nutzung: getrocknete Blüten als Tee aufgegossen bei Bauchgrimmen, Husten, Kehlkopfentzündung und bei Sängern, um die Stimme zu klären.